# Rybie (województwo wielkopolskie)
Rybie – wieś w Polsce położona w województwie wielkopolskim, w powiecie konińskim, w gminie Rychwał.
W latach 1975–1998 miejscowość położona była w województwie konińskim.
Zobacz też: Rybie, Rybieniec, Rybienko, Rybienko Nowe, Rybienko Stare